# Tobogan als Jocs Olímpics
El tobogan és un esport que formà part del programa olímpic per primera vegada en els Jocs Olímpics d'Hivern de 1928 realitzats a Sankt Moritz (Suïssa), si bé la seva segona aparició no fou fins vint anys després en els Jocs Olímpics d'Hivern de 1948 disputats altre cop a Sankt Moritz. En aquestes dues ocasions únicament es disputaren proves en categoria masculina. Després de més de cinquanta anys d'absència en el programa olímpic es reintroduí en els Jocs Olímpics d'Hivern de 2002 realitzats a Salt Lake City (Estats Units), realitzant-se una prova en categoria masculina i una altra en categoria femenina.
Els dominadors d'aquest esport són els Estats Units, el Regne Unit i el Canadà.

## Programa
| Prova | 1924 | 1928 | 1932-1936 | 1948 | 1952-1998 | 2002 | 2006 | 2010 | 2014 | 2018 | 2022 | Anys |
| ----- | ---- | ---- | --------- | ---- | --------- | ---- | ---- | ---- | ---- | ---- | ---- | ---- |
| Homes |      | •    |           | •    |           | •    | •    | •    | •    | •    | •    | 8    |
| Dones |      |      |           |      |           | •    | •    | •    | •    | •    | •    | 6    |

## Medaller
| Posició | CON                        | Or | Argent | Bronze | Total |
| 1       | Estats Units               | 3  | 4      | 1      | 8     |
| 2       | Regne Unit                 | 3  | 1      | 5      | 9     |
| 3       | Alemanya                   | 2  | 3      | 1      | 6     |
| 4       | Canadà                     | 2  | 1      | 1      | 4     |
| 5       | Rússia                     | 1  | 0      | 2      | 3     |
| 5       | Suïssa                     | 1  | 0      | 2      | 3     |
| 7       | Corea del Sud              | 1  | 0      | 0      | 1     |
| 7       | Itàlia                     | 1  | 0      | 0      | 1     |
| 9       | Letònia                    | 0  | 2      | 0      | 2     |
| 10      | Atletes Olímpics de Rússia | 0  | 1      | 0      | 1     |
| 10      | Àustria                    | 0  | 1      | 0      | 1     |
| 10      | Austràlia                  | 0  | 1      | 0      | 1     |
| 13      | R.P. de la Xina            | 0  | 0      | 1      | 1     |
| 13      | Països Baixos              | 0  | 0      | 1      | 1     |
| Total   | Total                      | 14 | 14     | 14     | 42    |

en cursiva: comitès nacionals desapareguts.

## Medallistes més guardonats

### Categoria masculina
| Atleta              | NOC          | Jocs       | Or | Plata | Bronze | Total |
| ------------------- | ------------ | ---------- | -- | ----- | ------ | ----- |
| Aleksandr Tretiakov | Rússia       | 2010–2014  | 1  | 0     | 1      | 2     |
| John Heaton         | Estats Units | 1928, 1948 | 0  | 2     | 0      | 2     |
| Martins Dukurs      | Letònia      | 2010–2014  | 0  | 2     | 0      | 2     |
| Gregor Stähli       | Suïssa       | 2002–2006  | 0  | 0     | 2      | 2     |

### Categoria femenina
| Atleta        | NOC        | Jocs      | Or | Plata | Bronze | Total |
| ------------- | ---------- | --------- | -- | ----- | ------ | ----- |
| Lizzy Yarnold | Regne Unit | 2014–2018 | 2  | 0     | 0      | 2     |